# Pokrój kryształu
Pokrój kryształu – jest to charakterystyczny wygląd zewnętrzny pojedynczego kryształu lub grupy kryształów, uwzględniający wzajemne proporcje, wielkości i wykształcenia określonych jego ścian powstających w czasie jego wzrostu. Cecha jest związana z warunkami krystalizacji w jakich rozwijają się kryształy. W sytuacji, które wzrost może odbywać się w sposób swobodny, uzyskują one pełny rozwój krystalogiczny. Jednak zwykle podczas wzrostu ściany kryształu mogą rozwijać się nierównomiernie, ponieważ narastają z różną szybkością w różnych kierunkach, wówczas ich bryła jest zniekształcona i nie przyjmuje idealnego wyglądu. W kryształach tego samego minerału jedyną wielkością stałą są kąty dwuścienne między analogicznymi ścianami (prawo stałości kątów). Zasada ta została odkryta w 1669 r. przez Nicolasa Steno (zwanego też Nielsem Stensenem).
Jeśli oznaczy się poszczególne wymiary jako a, b i c, można wyróżnić następujące pokroje :
- izometryczny – a≈b≈c, identyczne lub zbliżone wymiary w trzech kierunkach,
- tabliczkowy – a≠b≠c, różne wymiary w trzech kierunkach:
  - listewkowy – wymiary różne w trzech kierunkach, przy czym jeden wymiar wyraźnie przeważa nad pozostałymi;
- płytkowy – a≈b>c – podobne wymiary w dwóch kierunkach, zaś w trzecim jest wyraźnie mniejszy; pokrój płytkowy dzieli się dalej na:
  - blaszkowy,
  - łuseczkowy;
- wydłużony – a≈b<c, jeden z wymiarów większy od pozostałych, które z kolei dzieli się na:
  - słupkowy – podobne wymiary w dwóch kierunkach, w trzecim zaś wymiar wyraźnie większy od dwóch poprzednich,
  - pozostałe – gdy trzeci wymiar bardzo znacznie przeważa nad pozostałymi:
    - pręcikowy,
    - igiełkowy,
    - włóknisty;
- pokroje o nazwach geometrycznych.

## Przykładowe pokroje kryształów

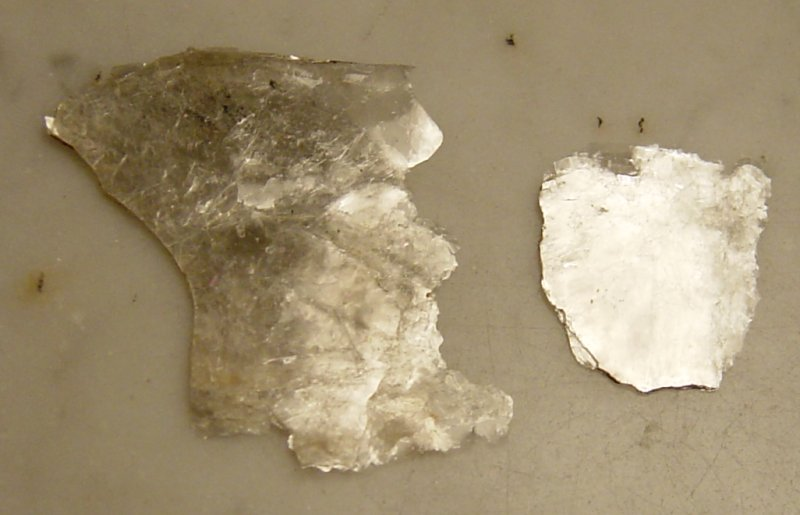
pokrój płytkowy/ blaszkowy miki
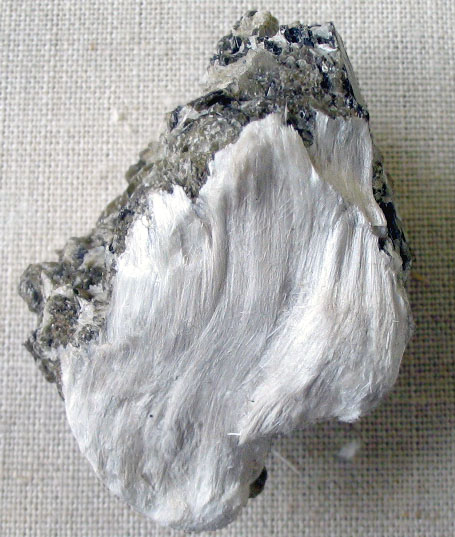
pokrój włóknisty azbestu
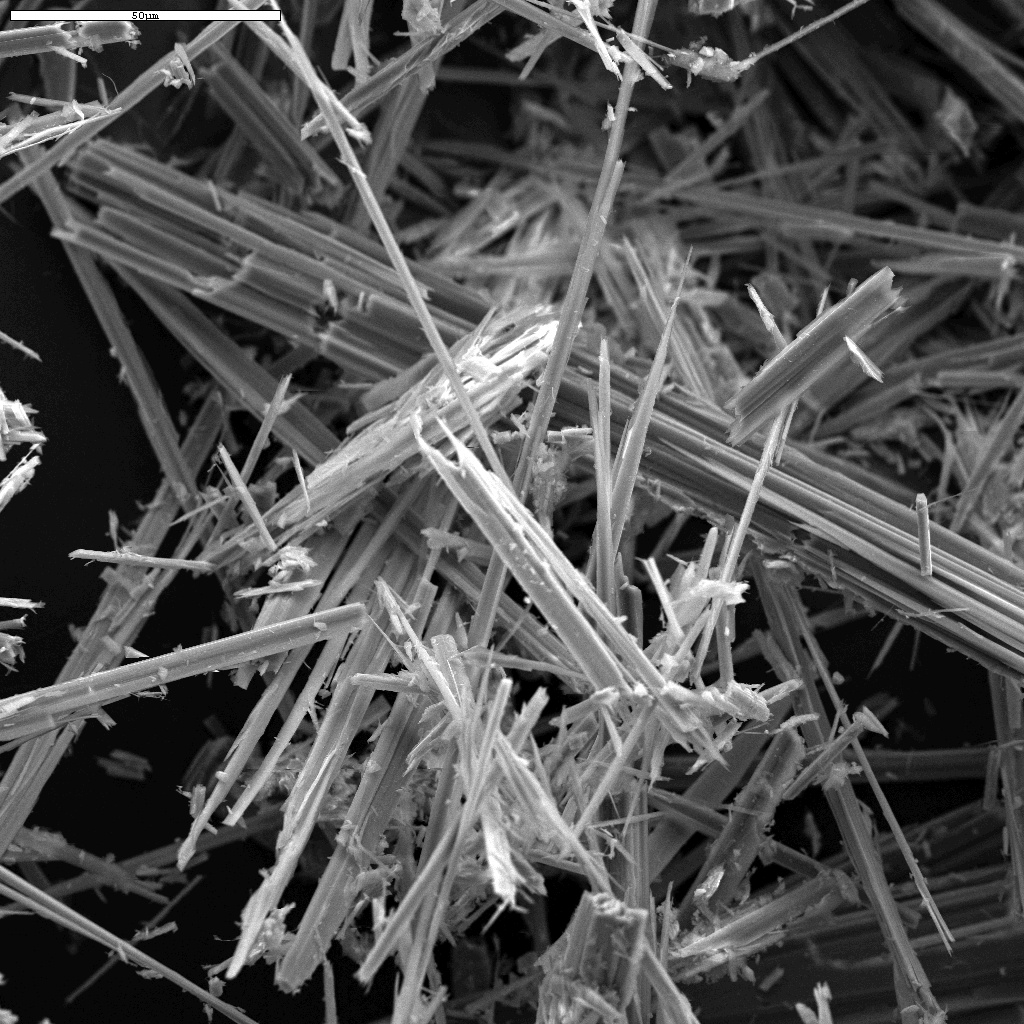
pokrój pręcikowy antofyllit
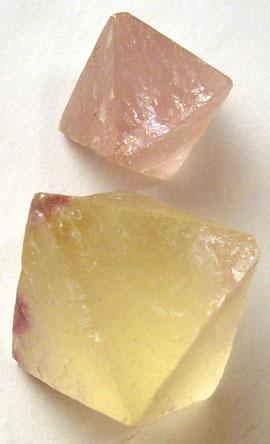
pokrój oktaedryczny fluorytu
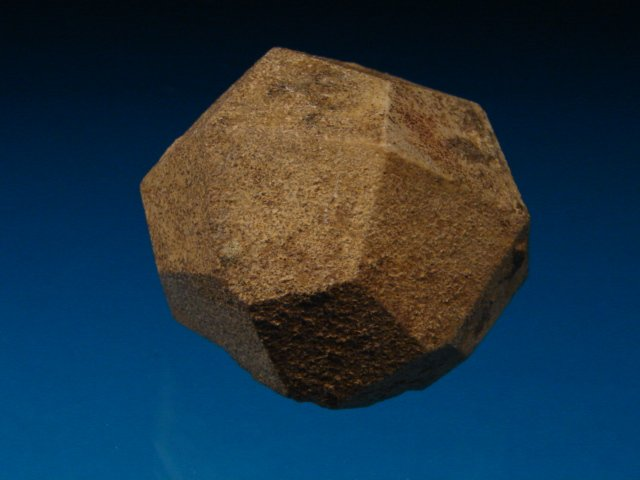
dwudziestoczterościan deltoidowy (kryształ pseudoregularny, izometryczny) leucytu